# Sundsvallsutställningen 1928
Sundsvallsutställningen 1928 var en utställning för bland annat konst, bilar, fiske och hantverk i Sundsvall som pågick den 21 juni-29 juli 1928 med cirka 850 utställare.
Invigningen förrättades den 21 juni av kronprinsen Gustaf Adolf och hans hustru Louise Mountbatten.. Utställningen låg inne på Skolhusalléns skolgårdar och fortsatte upp mot Södermalm där ett nöjesfält anlagts.